# Longchamps-sur-Aire
Longchamps-sur-Aire település Franciaországban, Meuse megyében. Lakosainak száma 120 fő (2022. január 1.). Longchamps-sur-Aire Chaumont-sur-Aire, Courouvre, Érize-la-Petite, Neuville-en-Verdunois, Pierrefitte-sur-Aire és Raival községekkel határos.

## Népesség
A település népességének változása:
| Lakosok száma | 211  | 144  | 131  | 145  | 126  | 124  | 122  | 121  | 119  | 120  |
|               | 1968 | 1982 | 1990 | 2006 | 2013 | 2015 | 2017 | 2019 | 2020 | 2022 |